# Международная социологическая ассоциация
Международная социологическая ассоциация (МСА) — профессиональное объединение специалистов в социальных науках. Образована 14 октября 1948 в Париже под эгидой ЮНЕСКО. Учредители ассоциации: Ж. Дави (Франция), Ж. Гурвич (Франция), Г. Ле Бра (Франция), А. ден Холландер (Нидерланды), Р. Кёниг (Швейцария), Л. Вирт (США), П. Лазерсфельд (США), О. Клинеберг (США), Е. Ринде (Норвегия), Т. Маршалл (Великобритания). Учредительный конгресс состоялся в сентябре 1949 в Осло.

## Структура МСА

### Совет МСА
Высшим органом Международной социологической ассоциации является Совет, который собирается раз в четыре года и состоит из представителей национальных ассоциаций-членов МСА (от каждой ассоциации в Совет входит один представитель). В настоящее время в Совете представлены:
- Австрия — Австрийское общество социологии;
- Австралия — Австралийская социологическая ассоциация;
- Албания — Албанская социологическая ассоциация;
- Азербайджан — Азербайджанская социологическая ассоциация;
- Аргентина — Ассоциация Аргентины по социологии, Совет профессионалов в области социологии;
- Армения — Армянская социологическая ассоциация;
- Бангладеш — Бангладешская социологическая ассоциация;
- Бельгия — Фландрское общество по социологии Фламандская социологическая ассоциация;
- Болгария — Болгарская социологическая ассоциация;
- Бразилия — Бразильское общество социологии;
- Великобритания — Британская социологическая ассоциация;
- Венгрия — Венгерская социологическая ассоциация;
- Венесуэла — Ассоциация социологии Венесуэлы;
- Германия — Немецкое общество по социологии;
- Дания — Датская социологическая ассоциация;
- Израиль — Израильское социологическое общество;
- Индия — Индийское социологическое общество;
- Иран — Иранская социологическая ассоциация;
- Испания — Федерация Испании по социологии;
- Италия — Итальянская ассоциация социологии;
- Канада — Канадская социологическая ассоциация;
- Казахстан — Ассоциация социологов Казахстана;
- Кипр — Кипрская социологическая ассоциация;
- Республика Корея — Корейская социологическая ассоциация;
- Кыргызстан — Социологическая ассоциация Кыргызстана;
- Ливан — Ливанская ассоциация социологии;
- Литва — Литовское социологическое общество;
- Македония — Ассоциация социологов республики Македония;
- Мексика — Мексиканская ассоциация социологии;
- Мозамбик — Мозамбикская социологическая ассоциация;
- Нидерланды — Нидерландское социологическое общество;
- Нигерия — Нигерийская социолого-антропологическая ассоциация;
- Новая Зеландия — Социологическая ассоциация Аотеароа;
- Норвегия — Норвежская социологическая ассоциация;
- Пакистан — Социологическая ассоциация Пакистана;
- Палестина — Палестинская социологическая ассоциация;
- Польша — Польская социологическая ассоциация;
- Португалия — Португальская ассоциация социологии;
- Румыния — Румынская социологическая ассоциация;
- Россия — Российское общество социологов;
- Саудовская Аравия — Саудовское общество социологии и социальной работы;
- Словакия — Словацкая социологическая ассоциация;
- Словения — Словенская ассоциация социальных наук;
- США — Американская социологическая ассоциация;
- Тайвань — Тайваньская социологическая ассоциация;
- Танзания — Танзанийская ассоциация социологов;
- Тринидад и Тобаго — Социологическая ассоциация Тринидада и Тобаго;
- Турция — Турецкая ассоциация социальных наук;
- Уганда — Социологическая и антропологическая ассоциация Уганды;
- Украина — Социологическая ассоциация Украины;
- Филиппины — Филиппинское социологическое общество;
- Финляндия — Общество Вестермарк;
- Франция — Ассоциация Франции по социологии;
- Хорватия — Хорватская социологическая ассоциация;
- Чехия — Чешская социологическая ассоциация имени Масарика;
- Швейцария — Швейцарское общество социологии;
- Швеция — Шведское федеральное социологоическое общество;
- Эстония — Эстонская ассоциация социологов;
- Эфиопия — Эфиопское общество социологов;
- Южная Африка — Южноафриканская социологическая ассоциация;
- Япония — Японское социологическое общество.

### Исполнительный комитет МСА
Исполнительный комитет является рабочим органом Совета и руководит работой МСА в период между конгрессами.

#### Президент МСА
Президент МСА избирается на каждом Всемирном социологическом конгрессе.
| Годы президентства | Президент               | Страна         |
| ------------------ | ----------------------- | -------------- |
| 1949—1952          | Луис Вирт               | США            |
| 1953—1956          | Роберт Анджелл          | США            |
| 1956—1959          | Жорж Филипп Фридман     | Франция        |
| 1959—1962          | Tомас Хамфри Маршалл    | США            |
| 1962—1966          | Рене Кёниг              | Германия       |
| 1966—1970          | Ян Щепаньский           | Польша         |
| 1970—1974          | Роуленд Хилл            | США            |
| 1974—1978          | Томас Боттомор          | Великобритания |
| 1978—1982          | Ульф Химмельстранд      | Швеция         |
| 1982—1986          | Фернанду Энрики Кардозо | Бразилия       |
| 1986—1990          | Маргарет Арчер          | Великобритания |
| 1990—1994          | Tхарайлат Коши Ооммен   | Индия          |
| 1994—1998          | Иммануил Валлерстайн    | США            |
| 1998—2002          | Альберто Мартинелли     | Италия         |
| 2002—2006          | Пётр Штомпка            | Польша         |
| 2006—2010          | Мишель Вевёрка          | Франция        |
| 2010—2014          | Майкл Буравой           | США            |
| 2014—2018          | Маргарет Абрахам        | США            |
| 2018—2022          | Сари Ханафи             | Ливан          |

#### Вице-президенты МСА
Вице-президенты МСА (избраны на XVIII Конгрессе): профессор М. Шульц (США; вице-президент по делам исследований), профессор Х. Сафари (Ливан; вице-президент по работе с национальными ассоциациями), профессор В. Синья (Сингапур; вице-президент по публикациям), профессор Б. Техерина (Испания; вице-президент по финансам и членству).

#### Члены исполнительного комитета
Р. Барберет (США), Д. Чиндоглу (Турция), Ф. Гутьеррес (Филиппины), Дж. Холмвуд (Великобритания), Дж. Джассо (США), К. Каннабиран (Индия), М. Куркчян (Великобритания), С. Мападименг (ЮАР), А.-М. Саад (Нигерия), А. Сахтанбер (Турция), С. Скалон (Бразилия), С. Сирахадзэ (Япония), Г. Скапска (Польша), Е. Тастсоглу (Канада), Ч.-Ч. Ю (Тайвань), Е. Здравомыслова (Российская Федерация).
Секретарь исполнительного комитета — И. Барлиньска (Польша).

### Исследовательские комитеты, рабочие и тематические группы
В настоящее время в структуру МСА входят 55 исследовательских комитетов, а также по 4 рабочие и тематические группы.

#### Исследовательские комитеты
1. Вооружённые силы и разрешение конфликтов.
2. Экономика и общество.
3. Исследования сообществ.
4. Социология образования.
5. Расизм, национализм и этнические отношения.
6. Исследования семьи.
7. Исследования будущего.
8. История социологии.
9. Социальные трансформации и социология развития.
10. Участие в управлении, организационная демократия и самоуправление.
11. Социология старения.
12. Социология права.
13. Социология досуга.
14. Социология коммуникации, знания и культуры.
15. Социология здоровья.
16. Социологическая теория.
17. Социология организаций.
18. Политическая социология.
19. Бедность, социальное благосостояние и социальная политика.
20. Компаративная социология.
21. Региональное и городское развитие.
22. Социология религии.
23. Социология науки и технологии.
24. Окружающая среда и общество.
25. Язык и общество.
26. Социотехника, социологическая практика.
27. Социология спорта.
28. Социальная стратификация.
29. Девиация и социальный контроль.
30. Социология труда.
31. Социология миграции.
32. Женщины в обществе.
33. Логика и методология в социологии.
34. Социология молодёжи.
35. Концептуальный и терминологический анализ.
36. Теория и исследования отчуждения.
37. Социология искусства.
38. Биография и общество.
39. Социология бедствий и катастроф.
40. Сельскохозяйственная социология и социология питания.
41. Социология народонаселения.
42. Социальная психология.
43. Жилищное строительство и окружающая среда.
44. Рабочие движения.
45. Рациональный выбор.
46. Клиническая социология.
47. Социальные классы и социальные движения.
48. Социальные движения, коллективные действия и социальные изменения.
49. Ментальное здоровье и болезнь.
50. Международный туризм.
51. Социокибернетика.
52. Социология профессиональных групп.
53. Социология детства.
54. Тело и социальные науки.
55. Социальные индикаторы.

#### Рабочие группы
1. Социология локал-глобальных отношений.
2. Историческая и сравнительная социология.
3. Визуальная социология.
4. Голод и общество.

#### Тематические группы
1. Права человека и всеобщая справедливость.
2. Социология риска и неопределенности.
3. Институциональная этнография.
4. Чувства и общество.

## Всемирные социологические конгрессы (ВСК)
С 1950 года Международная социологическая ассоциация проводит профессиональные форумы социологов стран мира — Всемирные социологические конгрессы (ВСК).
| Конгресс  | Год проведения | Место проведения        | Тематика конгресса |
| --------- | -------------- | ----------------------- | --- |
| I ВСК     | 1950           | Цюрих (Швейцария)       | «Влияние социологических исследований на международные отношения» |
| II ВСК    | 1953           | Льеж (Бельгия)          | «Социальная стратификация и социальная мобильность», «Межгрупповые конфликты и их разрешение», «Современное развитие социологических исследований», «Обучение, профессиональная деятельность и ответственность социологов» |
| III ВСК   | 1956           | Амстердам (Нидерланды)  | «Проблема социальных изменений в XX веке» |
| IV ВСК    | 1959           | Милан и Стреза (Италия) | «Социология и общество» |
| V ВСК     | 1962           | Вашингтон (США)         | «Социологи, политическая деятельность, общественность», «Социология развития», «Сущность и проблемы социологической теории»                                                                                                |
| VI ВСК    | 1966           | Эвиан (Франция)         | «Единство и разнообразие в социологии», «Социология международных отношений» |
| VII ВСК   | 1970           | Варна (Болгария)        | «Современное и будущее общество, научное прогнозирование, социальное планирование и руководство общественным развитием» |
| VIII ВСК  | 1974           | Торонто (Канада)        | «Наука и революция в современном мире» |
| IX ВСК    | 1978           | Уппсала (Швеция)        | «Пути социального развития» |
| X ВСК     | 1982           | Мехико (Мексика)        | «Социальная теория и социальная практика» |
| XI ВСК    | 1986           | Нью-Дели (Индия)        | «Социальные изменения: проблемы и перспективы» |
| XII ВСК   | 1990           | Мадрид (Испания)        | «Социология для единого мира: единство и разнообразие» |
| XIII ВСК  | 1994           | Билефельд (Германия)    | «Оспариваемые границы и меняющиеся солидарности» |
| XIV ВСК   | 1998           | Монреаль (Канада)       | «Социальное знание: наследие, вызовы, перспективы» |
| XV ВСК    | 2002           | Брисбен (Австралия)     | «Социальный мир в XXI столетии: амбивалентное наследие и возникающие вызовы» |
| XVI ВСК   | 2006           | Дурбан, ЮАР             | «Качество социального существования в глобализующемся мире» |
| XVII ВСК  | 2010           | Гётеборг, Швеция        | «Движение к социологии глобальной гармонии» |
| XVIII ВСК | 2014           | Йокогама, Япония        | «Лицом к миру неравенства: вызовы для глобальной социологии» |